# Pădarevo, Sliven
Pădarevo (în bulgară Пъдарево) este un sat în comuna Kotel, regiunea Sliven,  Bulgaria. 

## Demografie
Componența etnică a satului Pădarevo
     Bulgari (53,85%)
     Romi (44,42%)
     Nicio identificare (1,71%)
     Altele (0%)
La recensământul din 2011, populația satului Pădarevo era de 583 locuitori. Din punct de vedere etnic, majoritatea locuitorilor (53,85%) erau bulgari, cu o minoritate de romi (44,42%). Pentru 1,71% din locuitori nu este cunoscută apartenența etnică.